# نيل ب. ديل
نيل ب. ديل (بالإنجليزية: Nell B. Dale)‏ وهي عالمة أمريكية في مجال علم الحاسوب. وهي مدرسة لعلوم الكمبيوتر وكتب علوم البرمجة التمهيدية. كانت عضوة في مجموعة الاهتمامات الخاصة التابعة لجمعية الآلات الحاسوبية في مجلس تعليم علوم الكمبيوتر من 1981 إلى 1985 ، ومن 1987 إلى 1993 ، وكانت رئيسة SIGCSE في الفترة من 1991 إلى 1993. كانت رئيسة ندوة SIGCSE في عام 1991 والرئيسة المشاركة لندوة SIGCSE في عام 2000.

## حياتها
درست دايل ب. الرياضيات وعلم النفس من جامعة هيوستن في عام 1960. حصلت على درجة الماجستير في الرياضيات من جامعة تكساس في أوستن في عام 1964 ودرجة الدكتوراه في علم الحاسوب من جامعة تكساس في أوستن في عام 1972.
انضمت إلى قسم علوم الكمبيوتر في جامعة تكساس في أوستن كمدرسة في عام 1975 ، ثم كمحاضرة في عام 1977 حتى 1981 ، وتقاعدت في عام 2000.
كتب دايل 16 كتابًا مدرسيًا عن باسكال و C ++ و فيجوال بيزك وجافا.

## كتابها
علوم الكمبيوتر (مع جون لويس) (الإصدار الخامس لعام 2012). جونز وبارتليت.(ردمك 978-1449672843).

## جوائز
في عام 2009 تم تسميتها زميلة للـ ACM.
وتشمل جوائزها البارزة الأخرى ما يلي:
- جائزة كارل ف.كارلستروم (2001).[5]
- جائزة مجتمع الكمبيوتر تايلور ل. بوث (IEEE) لعام 2013.[6]
- جائزة SIGCSE للمساهمة البارزة في تعليم علوم الكمبيوتر (1996).[5]

## وصلات خارجية
- University of Texas at Austin: Nell B. Dale, Department of Computer Science